# Isolante excitônico antiferromagnético
O isolante excitônico antiferromagnético é um estado magnético que envolve forte atração magnética entre elétrons em um material em camadas que faz com que os elétrons queiram organizar seus momentos magnéticos, ou “spins”, em um padrão “antiferromagnético” regular de cima para baixo.

## Descoberta
A ideia de que tal antiferromagnetismo poderia ser impulsionado pelo peculiar acoplamento de elétrons em um material isolante foi prevista pela primeira vez na década de 1960, quando os físicos exploraram as diferentes propriedades de metais, semicondutores e isolantes. Mark Dean et al relataram medidas de espalhamento de raios-x inelásticos ressonantes de Sr3Ir2O7. Ao isolar a componente longitudinal dos espectros, eles identificam um modo magnético que é bem definido nos centros magnéticos e estruturais da zona de Brillouin, mas que se funde com o contínuo eletrônico entre esses pontos de alta simetria e que decai com o aquecimento concomitante com uma diminuição na resistividade do material.
Eles mostraram que um modelo de Hubbard de camada dupla, no qual os pares elétron-buraco são ligados por interações de troca, explica consistentemente todas as propriedades eletrônicas e magnéticas de  Sr3Ir2O7, indicando que este material é uma realização da fase isolante excitônica antiferromagnética.